# Abyssocottus korotneffi
Abyssocottus korotneffi, endemska vrsta ribe porodice Abyssocottidae naseljena samo u Bajkalskom jezeru u Rusiji. Živi na velikim dubinama od 200 pa do 1600 metara, a najčešće na dubinama između 460 - 500 m. 
Ženke su nešto veće, narastu do 13.2 cm, a mužjaci do 12.6 cm. Jaja ove ribe dosta su velika 4.25 mm. u dijametru, a u svakom jajniku ima ih oko 20
Opisao ju je Berg 1906. Sinonimnih naziva nema, a u Rusiji je poznata kao малоглазая широколобка (maloglazaya shirokolobka)